# El Sacramento
El Sacramento är en ort i Mexiko.   Den ligger i kommunen Parras och delstaten Coahuila, i den centrala delen av landet, 800 km norr om huvudstaden Mexico City. El Sacramento ligger 1 140 meter över havet och antalet invånare är 118.
Terrängen runt El Sacramento är platt, och sluttar norrut. Runt El Sacramento är det mycket glesbefolkat, med 3 invånare per kvadratkilometer. El Sacramento är det största samhället i trakten. Omgivningarna runt El Sacramento är i huvudsak ett öppet busklandskap.